# واگن مسافربری راه‌آهن
واگن مسافربری راه‌آهن (انگلیسی: Passenger railroad car) یک واگن راه‌آهن است که برای حمل مسافر یا سرنشین طراحی شده‌است اصطلاح واگن مسافربری را می‌توان با واگن خواب، واگن چمدان، واگن غذاخوری، اداره پست راه‌آهن و حمل و نقل زندانی نیز در نظر گرفت.